# Niccolò de Simone
Niccolò de Simone (né à une date inconnue à Liège et mort en 1677 à Naples) est un peintre italien d'origine flamande qui fut actif dans le royaume de Naples entre 1636 et 1677. 

## Style
Le style de Niccolò de Simone est proche de celui de Massimo Stanzione, Bernardo Cavallino et Mattia Preti.

## Œuvres
Par localisation 
- Barano d'Ischia, église Sant'Anna, Saint Joseph à l'Enfant
- Gênes, collection particulière, Bacchanale
- Madrid, musée du Prado, Noé, le sacrifice
- Majorque, musée de Majorque
- Malte, église du Jésus, La Sainte Famille
- Naples, musée de Capodimonte, Loth et ses filles, Le Massacre des Innocents, Vierge à la rose
- Naples, église Santa Teresa degli Scalzi, L'Éducation de la Vierge, Saint Joachim, La Sainte Vierge avec saint Joseph
- Naples, musée de la chartreuse San Martino, Le Martyre de saint Janvier, Le Massacre des Innocents, signé : Nicolaus de Simone/de Liege F.E.V./1637
- Naples, pinacothèque du Pio Monte della Misericordia, La Décollation de saint Janvier
- Naples, église des Girolamini, Putto endormi, Vierge à l'Enfant
- Naples, église San Potito, Saint Potit percé d'un clou ardent fait sentir la même douleur à l'empereur Antonin (1654)
- Naples, église Santi Severino e Sossio, Moïse fait surgir l'eau du rocher, Épisode de la vie de Moïse
- Naples, basilique San Lorenzo Maggiore, fresques de la coupole de la chapelle Cacace (1653)
- Naples, église San Gregorio Armeno, fresque du Martyre de saint Grégoire
- Naples, collection particulière, La Décollation de saint Jean-Baptiste, La Poésie, Sainte Lucie, Bacchus et Ariane et Bacchanale
- Paris, collection particulière, Le Massacre des Innocents
- Rimini, collection particulière, La Musique.